# Эскадренные миноносцы типа «Чуррука»
Эска́дренные миноно́сцы ти́па «Чурукка» — тип эскадренных миноносцев, состоявших на вооружении ВМС Испании и военно-морских сил Аргентины в конце 1920-х—начале 1960-х годов. Принимали активное участие в Гражданской войне в Испании.
Названы в честь адмирала Косма Дамиана Чурруки.
Крупнейшая серия эсминцев, построенная в межвоенный период не для флотов великих держав.

## История строительства и службы
Эскадренные миноносцы типа «Чуррука» представляли собой практически копию английского лидера «Скотт». Первые две серии испанских потомков отличались от своего «предка» лишь некоторыми деталями — увеличенной на 5 % мощностью, да повышенным запасом топлива.
В 1926 году в Аргентине была принята амбициозная десятилетняя программа обновления флота стоимостью 75 миллионов золотых песо. Этот же период совпал с укреплением дипломатических и культурных связей с Испанией.
7 февраля 1926 года к берегам Ла-Платы с дружеским визитом прибыли испанские корабли — крейсер «Мендес Нуньес» и эсминец «Альседо». Последний вызвал сильный интерес у военно-морских кругов страны. В это время в испанской Картахене как нельзя кстати были заложены эскадренные миноносцы типа «Чуррука». Первые два корабля — «Сервантес» и «Хуан де Гарай», были куплены Аргентиной. D-1 обошёлся казне в 1 750 000 золотых песо. Покупка состоялась 25 мая 1927 года — в годовщину начала Майской революции.
За первой серией из семи эсминцев типа «Чуррука» последовала вторая (тип «Almirante Antequera»), также из семи единиц. Корабли зарекомендовали себя как весьма удачные, и в 1936 году приняли решение строить третью серию (тип «Álava», из двух единиц), однако осуществить эти планы помешала гражданская война. Эсминцы типа «Álava» вступили в строй в 1951 году.

## Гражданская война в Испании
«José Luis Díez» 27 августа 1938 тяжело поврежден артиллерийским огнем тяжелого крейсера испанского национального флота «Canarias» и встал на ремонт в Гибралтаре, 30 декабря 1938 вновь тяжело поврежден артиллерийским огнем минного заградителя испанского национального флота «Vulcano» при попытке прорыва из Гибралтара и выбросился на мель в Каталонской бухте, 30 декабря 1938 снят с мели английскими буксирами и отбуксирован в Гибралтар, где интернирован, 25 марта 1939 передан испанским националистам и введен в состав испанского национального флота.
«Ciscar» 21 октября 1937 поврежден в Хихоне авиацией испанских националистов и затоплен экипажем в Хихоне из-за угрозы захвата испанскими националистами, поднят 21 марта 1938, с 1938 по 1939 отремонтирован «Sociedad Española de Construcción Naval» в Эль-Ферроле и введен в состав испанского национального флота 28 февраля 1939, 17 октября 1957 в тумане выскочил на берег близ Эль-Ферроля и получил тяжелые повреждения, исключен в следующем году.
В сражении у мыса Палос (1938) торпедами эсминцев «Санчес Баркастеги», «Альмиранте Антикуэра» и «Лепанто» (все типа «Чуррука») был потоплен КРТ «Балеареас» и поврежден КРТ «Канариас» флота националистов.

## Вооружение
Первоначально несли 5 — 120-мм орудий, но на испанских кораблях их количество уменьшено до 4. Они при угле возвышения 35° могли стрелять на дальность 14 000 м.

## Представители проекта
Эсминцы типа «Churucca» («Чуррука»)
| Эсминец                                           | Заложен | Спущен на воду | Начало службы | Конец службы |
| ------------------------------------------------- | ------- | -------------- | ------------- | --- |
| «Servantes» первоначально — «Churucca»            | 1924    | 26.06.1925     | 09.1927       | Продан Аргентине. Списан 24.06.1961 |
| «Huan de Garray» первоначально — «Alcalá Galiano» | 1924    | 02.11.1925     | 09.1927       | Продан Аргентине. Списан 25.03.1960 |
| «Sánchez Barcáiztegui»                            | 4.1924  | 23.07.1926     | 09.1928       | Списан 01.06.1964 |
| «Almirante Ferrándiz»                             | 9.1927  | 21.05.1928     | 08.1929       | 29.09.1936 затонул между мысом Трафальгар и марокканским побережьем после попадания 203-мм снаряда с тяжелого крейсера испанского национального флота «Canarias». |
| «José Luis Díez»                                  | 11.1927 | 25.08.1928     | 09.1929       | Списан 08.10.1965 |
| «Lepanto»                                         | 7.1928  | 09.11.1928     | 08.1930       | Списан 24.05.1957 |
| «Churucca (II)»                                   | 1.1929  | 20.07.1929     | 05.1929       | Списан 29.10.1963 |
| «Alcalá Galiano (II)»                             | 5.1929  | 20.12.1929     | 09.1931       | Списан 18.06.1957 |
| «Almirante Valdés»                                | 2.1930  | 08.09.1930     | 03.1931       | Списан 11.12.1957 |

Эсминцы типа «Almirante Antequera»
| Эсминец               | Заложен    | Спущен на воду | Начало службы | Конец службы      |
| --------------------- | ---------- | -------------- | ------------- | ----------------- |
| «Almirante Antequera» | 4.01.1930  | 29.12.1930     | 30.05.1935    | Списан 01.12.1965 |
| «Almirante Miranda»   | 21.01.1931 | 20.10.1931     | 25.07.1936    | Списан 02.03.1970 |
| «Gravina»             | 1.07.1931  | 24.12.1931     | 24.08.1936    | Списан 29.10.1963 |
| «Escaño»              | 01.12.1931 | 28.06.1932     | 15.09.1936    | Списан 11.10.1963 |
| «Jorge Juan»          | 05.09.1932 | 28.03.1933     | 30.08.1937    | Списан 06.04.1959 |
| «Ulloa»               | 30.01.1933 | 24.07.1933     | 20.11.1937    | Списан 07.12.1963 |
| «Ciscar»              | 07.04.1932 | 25.11.1932     | 24.10.1936    | Списан в 1958     |

Эсминцы типа «Álava»
| Эсминец   | Заложен    | Спущен на воду | Начало службы | Конец службы      |
| --------- | ---------- | -------------- | ------------- | ----------------- |
| «Álava»   | 07.01.1944 | 18.05.1947     | 11.12.1951    | Списан 02.11.1978 |
| «Liniers» | 30.12.1944 | 01.05.1946     | 27.01.1951    | Списан 15.12.1982 |